# Liste von Ausgebürgerten während des Nationalsozialismus bis 1936

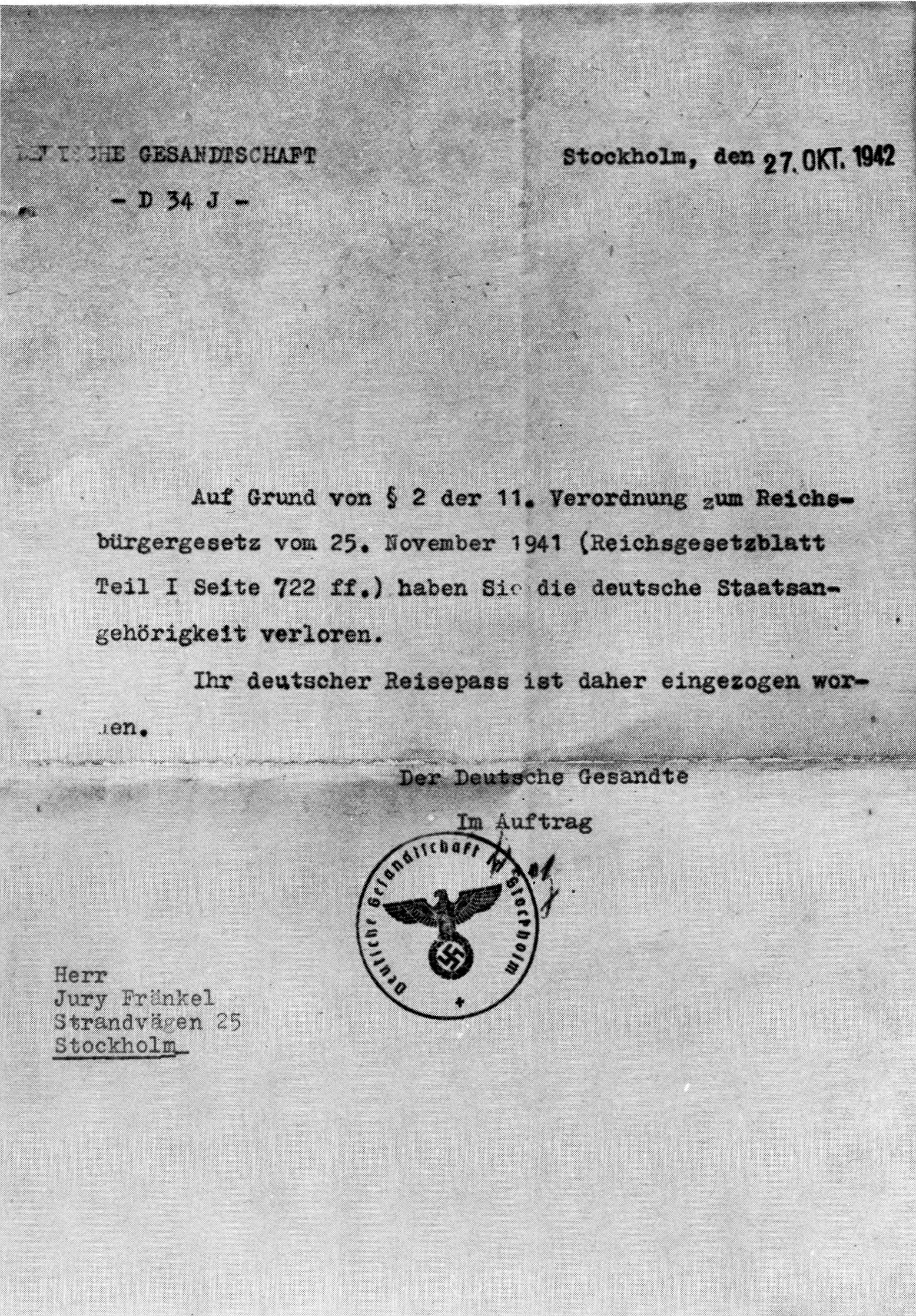
Mitteilung der Ausbürgerung an Jury Fränkel, 1942

Diese Liste von Ausgebürgerten während des Nationalsozialismus umfasst jene Personen, denen bis März 1936 vom NS-Regime die deutsche Staatsangehörigkeit entzogen wurde. In den allermeisten Fällen wurden die Betroffenen dadurch staatenlos, mit allen negativen Konsequenzen, die sich dadurch für die Betroffenen ergaben.
Die Erste Ausbürgerungsliste des Deutschen Reichs von 1933, veröffentlicht im Deutschen Reichsanzeiger und preußischen Staatsanzeiger Nr. 198 vom 25. August 1933, umfasste 33 Namen. Insgesamt wurden bis zum Ende des NS-Regimes 39.006 deutsche Staatsbürger ausgebürgert.

## A
- Max Abraham (1904–1977), Autor und Aktivist[2]
- Alfred Apfel (1882–1941), Jurist[3]
- Frank Arnau (1894–1976), Schriftsteller[4]

## B

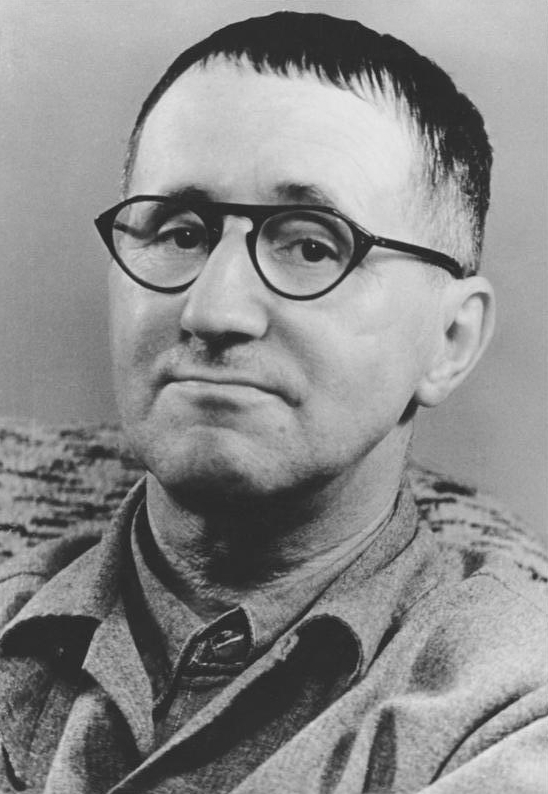
Bertolt Brecht, ausgebürgert im Juni 1935

- Johannes R. Becher (1891–1958), Schriftsteller[4]
- Hans Beimler (1895–1936), KPD-Politiker[5]
- Paul Bekker (1882–1937), Dirigent und Musikkritiker[6]
- Georg Bernhard (1875–1944), Journalist[3]
- Karl Böchel (1884–1946), SPD-Politiker[4]
- Max Brauer (1887–1973), SPD-Politiker[5]
- Bertolt Brecht (1898–1956), Schriftsteller[2]
- Willi Bredel (1901–1964), Schriftsteller[5]
- Karl Brehm[4]
- Rudolf Breitscheid (1874–1944), SPD-Politiker[3]
- Fritz Bremer[4]
- Wolfgang Bretholz (1904–1969), Journalist[4]
- Samuel Broszyner[2]
- Hermann Budzislawski (1901–1978), Journalist[2]
- Karl Bühren (1888–1938), Arbeitersportler und Sportfunktionär[4]
- Kurt Clemens Burkert[4]
- Peter Bussemeyer, Journalist[2]

## C
- Esriel Gotthelf Carlebach (1908–1956), Journalist[4]
- Wilhelm Chmara[6]
- Siegmund Crummenerl (1892–1940), Graveur und Gewerkschafter[2]

## D
- Alfred Dang (1893–1956), Journalist und Pädagoge[5]
- Kurt Doberer (1904–1993), Ingenieur, Journalist und Schriftsteller[6]

## E
- Emil Oskar Edel (1892–1958), SPD-Politiker[6]
- Albert Einstein (1879–1955), theoretischer Physiker[4]
- Eugen Eppstein (1878–1943), KPD-Politiker[3]

## F
- Alfred Falk (1896–1951), Pazifist[3]
- Gustav Ferl (1890–1970), SPD-Politiker (ausgebürgert unter dem Namen Gustav Fehrl)[2]
- Lion Feuchtwanger (1884–1958), Schriftsteller[3]
- Hans Finsterbusch (1895–1965), Journalist[6]
- Friedrich Wilhelm Foerster (1869–1966), Pazifist[3]
- Leonhard Frank (1882–1961), Schriftsteller[5]
- Otto Friedländer (1897–1954), Schriftsteller, Journalist, Politiker (SPD) und Studentenfunktionär[4]
- Ernst Friedrich (1894–1967), Anarchist und Pazifist[6]

## G
- Hellmut von Gerlach (1866–1935), Journalist, Pazifist, linksliberaler Politiker[3]
- Elfriede Gohlke (= Ruth Fischer, 1895–1961), KPD-Politikerin[3]
- Erich Goldbaum (1899–1969), Karikaturist[6]
- Albert Goldenstedt (1912–1994), KPD, Rote Hilfe[7]
- Nahum Goldmann (1895–1982), Journalist und Zionist[2]
- Oskar Maria Graf (1894–1967), Schriftsteller[4]
- Heinrich Grönewald (1909–1957), Lehrer und Journalist[4]
- Arthur Groß, SPD-Funktionär[4]
- Kurt Grossmann (1897–1972), Journalist[3]
- Max Gruschwitz (1892–wahrscheinlich zwischen 1942 und 1944), kommunistischer Funktionär[2]
- Albert Grzesinski (1879–1947), SPD-Politiker, preußischer Innenminister[3]
- Emil Julius Gumbel (1891–1966), Pazifist, Mathematik-Professor[3]
- Eduard Günther gen. Albert[2]

## H
- Karl Otto Halfter[4]
- Felix Halle (1884–1937), Jurist[6]
- Wolfgang Hallgarten (1901–1975), Historiker[6]
- Erich Hamburger[6]
- Wilhelm Hansmann (1886–1963), SPD-Politiker[3]
- John Heartfield (1891–1968), Maler, Grafiker, Fotomontagekünstler[5]
- Friedrich Heckert (1884–1936), KPD-Politiker[3]
- Werner Hegemann (1881–1936), Stadtplaner, Architekturkritiker und Schriftsteller[2]
- Gustav Reinhold Hentschke (1899–1984), Dachdecker und KPD-Funktionär[4]
- Kurt Häntzschel (1889–1941), Verwaltungsjurist und Presserechtler[2]
- Paul Hertz (1888–1961), SPD-Politiker[4]
- Wieland Herzfelde (1896–1988), Publizist und Verleger[5]
- Rudolf Hilferding (1877–1941), Ökonom und Politiker[2]
- Kurt Hiller (1885–1972), Pazifist und Publizist[2]
- Werner Hirsch (1899–1941), Journalist[2]
- Hans Hirschfeld (1894–1971), Journalist und Ministerialbeamter[6]
- Max Hodann (1894–1946), Arzt und Sexualpädagoge[2]
- Max Karl zu Hohenlohe-Langenburg (1901–1943), Journalist und Literat[5]
- Max Hölz (1889–1933), Kommunist[3]
- Waltraud Hölz, Ehefrau des Max Hölz[4]
- Lothar Holland[6]
- Karl Höltermann (1894–1955), Journalist und SPD-Politiker[2]

## J

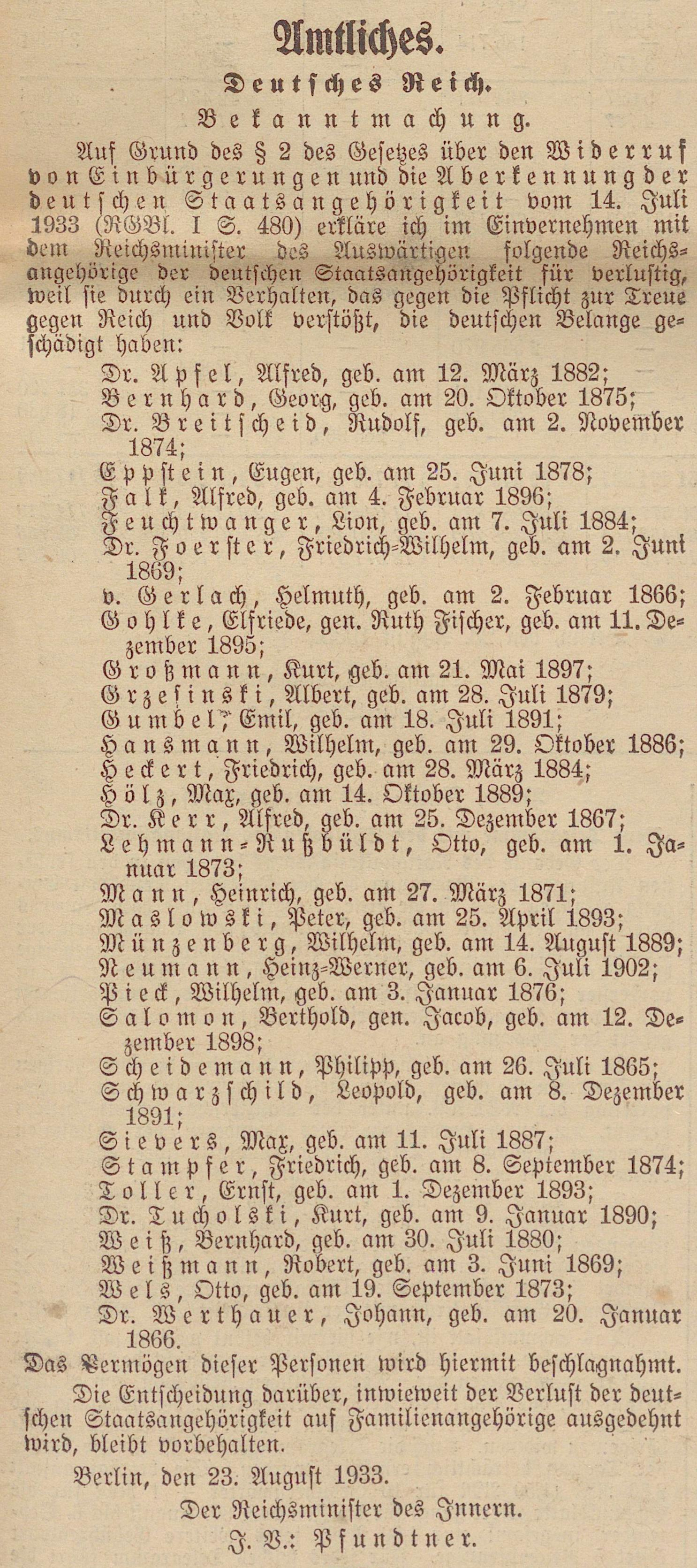
Faksimile der ersten Ausbürgerungsliste: Der Reichsminister des Inneren, i.V. Pfundtner

- Berthold Jacob (1898–1944), Journalist, Pazifist[3]
- Adam Jäger[4]
- Hans Joel[2]

## K
- Alfred Kantorowicz (1899–1979), Jurist und Schriftsteller[5]
- Alfred Kerr (1867–1948), Theaterkritiker[3]
- Helmuth Klotz (1894–1943), Publizist[4]
- Hanns Knieling[4]
- Friedrich Kniestedt (1873–1947), anarchistischer Schriftsteller[5]
- Heinz Kraschutzki (1891–1982), Pazifist[4]
- Walter Kreiser (1898–1958), Flugzeugkonstrukteur und Journalist[4]
- Friedrich Kummer[2]

## L
- Fritz Lachmann[6]
- Wolfgang Langhoff (1901–1966), Schauspieler und Regisseur[6]
- Botho Laserstein (1901–1955), Jurist und Publizist[6]
- Otto Lehmann-Rußbüldt (1873–1964), Pazifist[3]
- Rudolf Leonhard (1889–1953), Schriftsteller[4]
- Kurt Levy (1911–1987), Zeichner und Illustrator[2]
- Heinz Liepmann (1905–1966), Schriftsteller[2]
- Hubertus Prinz zu Löwenstein-Wertheim-Freudenberg (1906–1984), Jurist und Journalist[5]

## M
- Erika Mann (1905–1969), Schauspielerin und Schriftstellerin[2]
- Heinrich Mann (1871–1950), Schriftsteller[3]
- Klaus Mann (1906–1949), Schriftsteller[5]
- Siegfried Mark[2]
- Hubert Marzen[5]
- Peter Maslowski (1893–1983), KPD-Politiker[3]
- Gustav Ludwig May (1887–1946), Regisseur und Theaterdirektor[6]
- Walter Mehring (1896–1981), Schriftsteller, insbesondere Satiriker[2]
- Bernhard Menne (1901–1968), Journalist[6]
- Rosa Meyer-Leviné (1890–1979), Schriftstellerin[6]
- Hippolit Middecke (geb. 1903)[6]
- Willi Mielenz (1895–1942), KPD-Funktionär[4]
- Creszentia Mühsam (1884–1962), Ehefrau und Mitstreiterin von Erich Mühsam[2]
- Willi Münzenberg (1889–1940), kommunistischer Verleger[3]

## N
- Carola Neher (1900–1942), Schauspielerin[5]
- Heinz Neumann (1902–1937), KPD-Politiker[3]

## O
- Balder Olden (1882–1949), Schriftsteller[5]
- Erich Ollenhauer (1901–1963), SPD-Politiker[2]

## P
- Carl Peschke[6]
- Max Pfeiffer (* 25. April 1896 in Düsseldorf)[5]
- Franz Pfemfert (1879–1954), Publizist, Politiker und Fotograf[2]
- Julius Piech[4]
- Wilhelm Pieck (1876–1960), KPD-Politiker[3]
- Erwin Piscator (1893–1966), Theaterregisseur[5]
- Martin Plettl (1881–1963), Damenschneider und Gewerkschafter[5]
- Theodor Plievier (1892–1955), Schriftsteller[4]
- Heinz Pol (1901–1972), Journalist und Schriftsteller[6]
- Waldemar Pötzsch (auch Waldemar Pötsch genannt) (1892–1944),[8] Funktionär des Deutschen Seemannsverbandes[5]

## R
- Alexandra Ramm-Pfemfert (1883–1963), Übersetzerin, Publizistin und Galeristin[2]
- Gustav Regler (1898–1963), Journalist und Schriftsteller[5]
- Hermann Remmele, in der Liste falsch mit Otto Remmele[4]
- Kurt Rosenfeld (1877–1943), Jurist und Politiker[4]

## S

Tony Sender, ausgebürgert im März 1934

- Julius Schaxel (1887–1943), Zoologe und Entwicklungsbiologe[5]
- Philipp Scheidemann (1865–1939), SPD-Politiker[3]
- Victor Schiff (1895–1953), Journalist[2]
- Josef Schneider und Ehefrau[2]
- Walter Schönstedt (1909–1961), Schriftsteller[5]
- Ernst Schuhmacher[6]
- Johann Schwalbach und Ehefrau Ruth Schwalbach[4]
- Leopold Schwarzschild (1891–1950), Journalist[3]
- Arthur Seehof (1892–1966), Journalist[2]
- Gerhart Seger (1896–1967), sozialdemokratischer Politiker, Pazifist und Publizist[5]
- Tony Sender (1888–1964), Journalistin und sozialdemokratische Politikerin[4]
- Max Seydewitz (1892–1987), sozialdemokratischer Politiker[4]
- Max Sievers (1887–1944), Freidenker[3]
- Jakob Simon[5]
- Herbert Stahl[6]
- Friedrich Stampfer (1874–1957), Journalist[3]
- Justin Steinfeld (1886–1970), Schriftsteller[2]
- Edward Stilgebauer (1868–1936)[4]
- Otto Strasser (1897–1974), nationalsozialistischer Politiker und Gründer der nationalbolschewistischen Kleinpartei Schwarze Front[5]
- Ludwig Stautz gen. Vigo[4]

## T
- Ernst Toller (1893–1939), Schriftsteller[3]
- Kurt Tucholsky (1890–1935), Schriftsteller, Journalist, Pazifist[3]

## U
- Bodo Uhse (1904–1963), Schriftsteller und Journalist[5]
- Hugo Urbahns (1890–1946), KPD-Politiker[4]

## V
- Johann Vogel (1881–1945), SPD-Vorsitzender[4]

## W
- Gustav von Wangenheim (1895–1975), Schauspieler und Regisseur[5]
- Erich Weinert (1890–1953), Schriftsteller[5]
- Bernhard Weiß (1880–1951), Berliner Vizepolizeipräsident[3]
- Robert Weismann (1869–1942), preußischer Staatssekretär[3]
- Otto Wels (1873–1939), SPD-Politiker[3]
- Johannes Werthauer (1866–1938), Jurist[3]
- Paul Westheim (1886–1963), Schriftsteller und Herausgeber[2]
- Friedrich Wolf (1888–1953), Arzt, Schriftsteller und Politiker[2]
- Arthur Wolff (1885–1945), Arzt, Musiker und Komponist[2][9]
- Erich Wollenberg (1892–1973), KPD-Funktionär[6]

## Y
- David Yaskiel, Funktionär der British-Jewish International Agency[2]

## Z
- Dietrich Freiherr von Zedlitz-Neukirch[2]
- Arnold Zweig (1887–1968), Schriftsteller[6]